# Zyprischer Fußballpokal 1977/78
Der Zyprische Fußballpokal 1977/78 war die 36. Austragung des zyprischen Pokalwettbewerbs. Er wurde vom zyprischen Fußballverband ausgetragen. Das Finale fand am 11. Juni 1978 im GSP-Stadion von Nikosia statt.
Pokalsieger wurde APOEL Nikosia. Das Team setzte sich im Finale gegen Olympiakos Nikosia durch. APOEL qualifizierte sich durch den Sieg für den Europapokal der Pokalsieger 1978/79.
Alle Begegnungen wurden in einem Spiel ausgetragen. Bei unentschiedenem Ausgang wurde das Spiel um zweimal 15 Minuten verlängert. Stand danach kein Sieger fest, folgte ein Wiederholungsspiel auf des Gegners Platz. Endete auch dies unentschieden, gab es eine Verlängerung und gegebenenfalls ein Elfmeterschießen.

## Teilnehmer
| First Division (16) | First Division (16) | Second Division (15) | Second Division (15) | Third Division (9)                                                                         | Third Division (9)                                                            |
| --- | --- | --- | --- | ------------------------------------------------------------------------------------------ | ----------------------------------------------------------------------------- |
| - Alki Larnaka - AEL Limassol - Anorthosis Famagusta - APOEL Nikosia - Apollon Limassol - APOP Paphos - Aris Limassol - Chalkanoras Idaliou | - Digenis Akritas Morphou - Enosis Neon Paralimni - EPA Larnaka - Evagoras Paphos - Nea Salamis Famagusta - Olympiakos Nikosia - Omonia Nikosia - Pezoporikos Larnaka | - AEM Morphou - Akritas Chlorakas - ASIL Lysi - Enosis Neon THOI Lakatamia - Ermis Aradippou - Ethnikos Achnas - Ethnikos Assia - Iraklis Gerolakkou | - Keravnos Strovolou - Neos Aionas Trikomou - Omonia Aradippou - Orfeas Nikosia - Othellos Athienou - PAEEK Kyrenia - Panthenon Zodeia | - Achilleas Kaimakli - Adonis Idaliou - AEK Famagusta - AEK Kythreas - Anagennisi Deryneia | - Doxa Katokopia - ENAD Ayiou Dometiou - Faros Akropolis - Olimpiada Neapolis |

## Vorrunde
Für diese Runde wurden 7 Teams der First Division, 5 Teams der Second Division und 4 Teams der Third Division gelost.
|                      | Ergebnis |                         |
| -------------------- | -------- | ----------------------- |
| Alki Larnaka         | 5:0      | Iraklis Gerolakkou      |
| Anorthosis Famagusta | 14:10    | Olimpiada Neapolis      |
| Apollon Limassol     | 10:00    | Faros Akropolis         |
| Doxa Katokopia       | 1:2      | Ermis Aradippou         |
| EPA Larnaka          | 7:1      | ASIL Lysi               |
| Neos Aionas Trikomou | 0:2      | Digenis Akritas Morphou |
| Omonia Nikosia       | 13:20    | AEK Famagusta           |
| PAEEK Kyrenia        | 0:1      | Nea Salamis Famagusta   |

## 1. Runde
9 Vereine der First Division, 10 Vereine der Second Division und 5 Vereine der Third Division stiegen in dieser Runde ein.
|                       | Ergebnis  |                            |
| --------------------- | --------- | -------------------------- |
| Alki Larnaka          | 2:0       | Adonis Idaliou             |
| Anorthosis Famagusta  | 1:1 n. V. | Enosis Neon Paralimni      |
| Omonia Aradippou      | 0:1       | APOEL Nikosia              |
| Aris Limassol         | 2:3       | Omonia Nikosia             |
| Ethnikos Assia        | 0:1       | Ethnikos Achnas            |
| Achilleas Kaimakli    | 1:6       | AEL Limassol               |
| Anagennisi Deryneia   | 1:0       | Panthenon Zodeia           |
| ENAD Ayiou Dometiou   | 0:1       | APOP Paphos                |
| EPA Larnaka           | 2:1       | Digenis Akritas Morphou    |
| Ermis Aradippou       | 1:0       | Akritas Chlorakas          |
| Keravnos Strovolou    | 3:2 n. V. | Evagoras Paphos            |
| AEK Kythreas          | 2:0       | AEM Morphou                |
| Othellos Athienou     | 3:1       | Orfeas Nikosia             |
| Olympiakos Nikosia    | 2:1       | Apollon Limassol           |
| Nea Salamis Famagusta | 3:1       | Enosis Neon THOI Lakatamia |
| Chalkanoras Idaliou   | 0:3       | Pezoporikos Larnaka        |

## 2. Runde
|                       | Ergebnis  |                     |
| --------------------- | --------- | ------------------- |
| AEL Limassol          | 12:00     | Othellos Athienou   |
| Alki Larnaka          | 4:0       | AEK Kythreas        |
| APOP Paphos           | 0:2       | Omonia Nikosia      |
| Ermis Aradippou       | 0:4       | EPA Larnaka         |
| Keravnos Strovolou    | 1:0       | Pezoporikos Larnaka |
| Olympiakos Nikosia    | 2:1       | Ethnikos Achnas     |
| Enosis Neon Paralimni | 7:1       | Anagennisi Deryneia |
| Nea Salamis Famagusta | 0:0 n. V. | APOEL Nikosia       |

### Wiederholungsspiel
|               | Ergebnis |                       |
| ------------- | -------- | --------------------- |
| APOEL Nikosia | 4:1      | Nea Salamis Famagusta |

## Viertelfinale
|                       | Ergebnis |                    |
| --------------------- | -------- | ------------------ |
| AEL Limassol          | 1:3      | Olympiakos Nikosia |
| Alki Larnaka          | 0:1      | EPA Larnaka        |
| APOEL Nikosia         | 1:0      | Keravnos Strovolou |
| Enosis Neon Paralimni | 1:3      | Omonia Nikosia     |

## Halbfinale
|                | Ergebnis  |                    |
| -------------- | --------- | ------------------ |
| EPA Larnaka    | 0:0 n. V. | Olympiakos Nikosia |
| Omonia Nikosia | 0:2       | APOEL Nikosia      |

### Wiederholungsspiel
|                    | Ergebnis |             |
| ------------------ | -------- | ----------- |
| Olympiakos Nikosia | 1:0      | EPA Larnaka |

## Finale
| Paarung            | APOEL Nikosia – Olympiakos Nikosia |
| Ergebnis           | 3:0 (3:0) |
| Datum              | 11. Juni 1978 |
| Stadion            | GSP-Stadion, Nikosia |
| Tore               | 1:0 Takis Antoniou (20.) 2:0 Andros Miamiliotis (25.) 2:0 Markos Markou (33.) |
| APOEL Nikosia      | Georgios Pantziaras (75. Idrotos Koupanos) – Charalampos Menelaou, Andreas Stavrou, Stefanis Michail – Nikos Pantziaras, Andreas Stefanou, Andros Miamiliotis (75. Ermogenitis), Koulis Pantziaras – P. Chatzithomas, Markos Markou, Takis Antoniou.  |
| Olympiakos Nikosia | Varnavas Christofi – Andreas Papageorgiou „Pappas“, Loukas Kosta, Sotirakis Georgiou – Chrysanthos Lagos „Facchetti“, Giorgos Aristidou, Marios (70. Efthimiadis), Filippos Kalotheou – Koullis Eliades (23. Bouras), Nikos Mavris, Giorgos Savvidis. |